# Список лучших альбомов США 2009 года (Billboard)

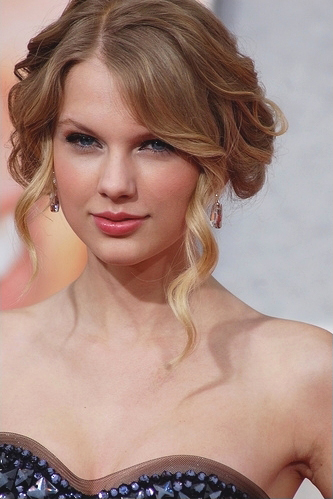
Певица Тейлор Свифт, чей альбом стал лучшим в 2009 году в США.

Список лучших альбомов США 2009 года (Billboard Year End Charts) — итоговый список наиболее популярных альбомов журнала Billboard по данным продаж за 2009 год.
Лучшим альбомом года по продажам стал «Fearless». Это второй альбом американской кантри-певицы Тейлор Свифт, выпущенный ещё 11 ноября 2008 года под лейблом Big Machine. Альбом дебютировал в чарте Billboard 200 сразу на первом месте, разошедшись за первую неделю продаж рекордным для 2008 года тиражом в 592 304 экземпляра. «Fearless» также стал первым альбомом 2009 года, проданным в количестве миллиона экземпляров.
Вторым стал альбом I Am… Sasha Fierce. Это третий студийный альбом американской R&B певицы Бейонсе, изданный 18 ноября 2008 года в Соединенных Штатах Америки.
| Место | Альбом                              | Исполнитель         | Примечания                                    |
| ----- | ----------------------------------- | ------------------- | --------------------------------------------- |
| 1     | «Fearless»                          | Тейлор Свифт        | #1 Top Country Albums                         |
| 2     | «I Am... Sasha Fierce»              | Бейонсе             | #1 Top R&B/Hip-Hop Albums                     |
| 3     | «Dark Horse»                        | Nickelback          | #1 Top Rock Albums                            |
| 4     | «Twilight»                          | Soundtrack          | #1 Top Soundtracks Albums                     |
| 5     | «Hannah Montana: The Movie»         | Soundtrack          | #2 Top Soundtracks Albums                     |
| 6     | «Circus»                            | Бритни Спирс        |                                               |
| 7     | «808s & Heartbreak»                 | Канье Уэст          | #5 Top R&B/Hip-Hop Albums                     |
| 8     | «The Fame»                          | Леди Гага           | #1 Top Dance/Electronic Albums                |
| 9     | «Relapse»                           | Эминем              | #2 Top Rap Albums                             |
| 10    | «The E.N.D.»                        | The Black Eyed Peas |                                               |
| 11    | «Only by the night»                 | Kings Of Leon       | #2 Top Digital Albums, #3 Top Rock Albums     |
| 12    | «The Blueprint 3»                   | Jay-Z               | #1 Top Rap Albums                             |
| 13    | «David Cook»                        | David Cook          | #4 Top Rock Albums                            |
| 14    | «The foundation»                    | Zac Brown Band      | #2 Top Country Albums                         |
| 15    | «NOW 29»                            | Various Artists     |                                               |
| 16    | «Funhouse»                          | Pink                |                                               |
| 17    | «Intuition»                         | Джейми Фокс         | #2 Top R&B/Hip-Hop Albums                     |
| 18    | «No line on the horizon»            | U2                  | #4 Top Alternative Albums, #5 Top Rock Albums |
| 19    | «Unstoppable»                       | Rascal Flatts       | #4 Top Country Albums                         |
| 20    | «A different me»                    | Кейша Коул          | #3 Top R&B/Hip-Hop Albums                     |
| 21    | «Big Whiskey and the GrooGrux King» | Dave Matthews Band  |                                               |